# Miesenbach bei Birkfeld
Miesenbach bei Birkfeld é um município da Áustria, situado no distrito de Weiz, no estado da Estíria. Tem 14,72 km² de área e sua população em 2019 foi estimada em 689 habitantes.